# Аркадий (Афонин)
Епи́скоп Арка́дий (в миру Александр Петрович Афонин; 15 июля 1943, село Чекалино, Сергиевский район, Куйбышевская область — 3 июня 2021) — епископ Русской православной церкви на покое, епископ Южно-Сахалинский и Курильский (1993—1997, 1999—2001), епископ Томский и Асиновский (1997—1998).

## Биография
Воспитывался в расформированном женском монастыре. По окончании восьми классов школы и до 1964 года работал в городе Куйбышеве на предприятии связи.
В 1964—1968 годах учился в Московской духовной семинарии, в 1968—1972 годах — в Московской духовной академии.
5 октября 1966 года зачислен в число братии Троице-Сергиевой лавры. 29 декабря 1966 года наместником лавры архимандритом Платоном (Лобанковым) пострижен в монашество. 15 февраля 1967 года рукоположён во иеродиакона, 9 марта 1969 года — во иеромонаха.
В 1972 году направлен на приходское служение в Калужскую епархию. 28 февраля 1972 года назначен настоятелем храма Рождества Пресвятой Богородицы в селе Барятино Дзержинского района Калужской области. Служил в нём до 25 мая 1991 года с перерывом с 1 апреля 1974 года по 1 сентября 1975 года.
В 1974 году возведён в сан игумена, в 1988 году — в сан архимандрита.

### Архиерейство
31 января 1991 года на заседании Священного Синода Русской Православной Церкви определено быть епископом Магаданским и Камчатским.
21 апреля 1991 года хиротонисан во епископа на новообразованную Магаданскую и Камчатскую кафедру.
С 23 февраля 1993 года — епископ Южно-Сахалинский и Курильский.
Проявил организаторские способности и усердие в налаживании церковной жизни на Сахалине, где до 1989 года не было ни одного действующего храма. Во многих местах Сахалинской области были созданы приходы, был построен Воскресенский кафедральный собор в областном центре, который стал первым полноценным храмовым зданием, так как до этого приходы располагались в обычных зданиях, переоборудованных под церкви. На улице Пограничной в Южно-Сахалинске в 1993 году было создано епархиальное управление. В 1994 году управление получило другое здание, а на улице Пограничной образовался самостоятельный приход во имя святителя Иннокентия Московского.
С 23 февраля по 1 ноября 1993 года — временно управлял Магаданской и Чукотской епархией.
17 июля 1997 года постановлением Священного Синода согласно поданному прошению освобождён от управления Южно-Сахалинской епархией с предоставлением 2-х месячного отпуска на лечение.
С 3 октября 1997 года — епископ Томский и Асиновский.
Конфликт между новым епископом и частью духовенства и прихожан начался сразу после прибытия епископа Аркадия. Он был связан с желанием архиерея избавиться от чересчур влиятельных в церковной жизни города персон из среды духовенства.
Синод решил перевести оскандалившегося епископа в Нижегородскую епархию под присмотр владыки Николая. 6 октября 1998 года Аркадий (Афонин) назначен епископом Ветлужским, викарием Нижегородской и Арзамасской епархии.
29 декабря 1999 года решением Священного Синода вновь назначен епископом Южно-Сахалинским и Курильским.
Во время его епископства епархию сотрясали нестроения. Сам епископ Аркадий много времени проводил в Москве.
17 июля 2001 года решением Священного Синода согласно собственному прошению, почислен на покой по состоянию здоровья. Прибывший ему на смену епископ Даниил (Доровских) застал епархию в весьма печальном состоянии: «Работали здесь по вахтовому методу — приехал, поработал три года и уехал. Дух временщичества был не только в городе, но и, к сожалению, в епархиальном управлении. <…> У епархии на тот период долгов было более чем достаточно <…> Удалённость, неверие в развитие духовности и культуры на островах, которое читалось даже в глазах священнослужителей».
В ноябре 2003 года назначен настоятелем строящегося Московского храма Троицы Живоначальной в Чертанове.
Со второй половины 2009 года — настоятель Московского храма преподобного Пимена Великого (Троицы Живоначальной) в Новых Воротниках, что в Сущёве.
Скончался 3 июня 2021 года от осложнений, вызванных коронавирусной инфекцией. Погребён 6 июня в Аносином Борисоглебском монастыре.

## Награды
- Орден преподобного Серафима Саровского II степени (2013)[7]